# Glyn Johns

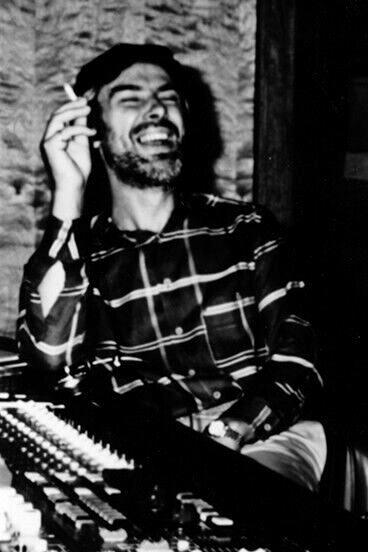
Glyn Johns em estúdio em 1979

Glyn Johns (Epsom, 15 de fevereiro de 1942) é um engenheiro de som e produtor musical que trabalhou com artistas como The Beatles, The Who, The Rolling Stones, Led Zeppelin e Eric Clapton, entre muitos outros.
Foi vocalista da banda The Presidents no começo dos anos 60, abandonando a carreira para trabalhar em estúdios como engenheiro de som.
Em 14 de abril de 2012, Johns foi introduzido no Hall da Fama do Rock and Roll em Cleveland, homenageado pela excelência musical.